# Personensuchmaschine
Eine Personensuchmaschine ist eine vertikale Suchmaschine, die das Internet ausschließlich nach personenbezogenen Daten durchsucht.

## Einleitung
Personensuchmaschinen können anhand der Aufbereitung der Suchergebnisse unterschieden werden:
- Suchmaschinen, die zu einem Namen gefundenen Daten (z. B. Fotos, Adressen, Nachrichten etc.) aus Webseiten extrahieren und auf einer Suchergebnisseite aggregieren, wie Spokeo und Yasni.[1]
- Suchmaschinen, die zu einem Namen gefundene Webseiten mit relevanten Daten (Profile in sozialen Netzwerken, Nachrichten etc.) auf den Suchergebnisseiten (SERP) einzeln auflisten.

Auf Suchanzeigen basierte Dienste (z. B. Google Earthquake), Biografie-Datenbanken und auch Adressverzeichnisse (z. B. Telefonbücher) können im weiteren Sinn ebenfalls als Suchmaschine eingeordnet werden.
Personensuchmaschinen können auch nach der Form der Datenverarbeitung unterschieden werden.
- Suchmaschinen, die einen eigenen Suchindex aufbauen und personenbezogene Daten speichern.
- Suchmaschinen, die eine Live-Suche durchführen und die gefundenen Daten nur anzeigen.
- Suchmaschinen, die aggregierte Daten geschlossener Datenquellen erheben, verarbeiten und wiedergeben.

Zu dem im deutschsprachigen Raum bekanntesten Personensuchmaschinen zählten in den Jahren 2009 und 2010 Yasni und das einige Jahre später eingestellte 123people. Ein weiteres Beispiel für eine Personensuchmaschine ist die Website personensuche.de.

## Technologie
Die Aufbau des Suchindex bzw. die Live-Suche kann entweder über eine API erfolgen, mit der Datensätze (z. B. von soziale Netzwerken) übermittelt werden, oder über einen Crawler, der das Web durchsucht und Webseiten indiziert.
Für die semantische Kennzeichnung von Personendaten auf Webseiten können Webseitenbetreiber Mikroformate nutzen; so gibt es z. B. Mikroformate für Personen oder auch für soziale Beziehungen. Eine genaue Dokumentation der Standards XFN (XHTML Friends Network) und hCard ist auf der Webseite microformats.org verfügbar. Google, Microsoft und Yahoo haben mit Schema.org eine Initiative für ein einheitliches Vokabular für strukturierte Daten im Web gestartet. Ebenfalls dokumentiert ist hier ein Format zur semantischen Kennzeichnung von lebenden, toten und fiktiven Personen.

## Individualisierung von Datensätzen
Individualisierte Datensätze lassen sich exakt einer Person zuordnen. Dies bedeutet, dass zu der Ansetzung der Person auf Grund ihres Namens Merkmale hinzugenommen werden müssen, die die Person eindeutig identifizieren, meist dienen diesem Zweck die Lebens- bzw. Wirkungsdaten (Pseudonyme, Lebensdaten, Beruf …). Neben individualisierten Datensätzen, die eine Person eindeutig identifizieren, gibt es Datensätze, die lediglich auf einen Namen zurückzuführen sind, d. h. auf mehrere Personen zutreffen können.
Eine Herausforderung für Personensuchmaschinen ist die Individualisierung der Datensätze – also die eindeutige Zuordnung aus verschiedenen Quellen gewonnener Daten zu einer Person. So können beispielsweise mehrere Personen mit gleichem Vor- und Zunamen in derselben Stadt leben. In diesem Fall ist keine eindeutige Zuordnung möglich. Bei der Aggregation der gefundenen Daten würden Informationen über verschiedene Personen miteinander vermischt.

## Datenschutz & Recht
Personensuchmaschinen, die Informationen über lebende Personen liefern, unterliegen den Bestimmungen der jeweils gültigen Datenschutzgesetze. Nicht eindeutig ist, welcher internationalen Zuständigkeit eine Personensuchmaschine bei grenzüberschreitenden Konflikten unterliegt. Beispiel: Der Firmensitz der Personensuchmaschine liegt in einem Land (z. B. USA) und die Person, von der Daten gesammelt werden, ist in einem anderen Land wohnhaft (z. B. Österreich).
Auch wenn Personensuchmaschinen nur Daten finden, die allgemein zugänglich sind, werden diese Daten von verschiedenen Personensuchmaschinen so aufbereitet, dass die Darstellung von Datenschützern kritisch gesehen wird.
In Deutschland gibt es bereits verschiedene Urteile zu Personensuchmaschinen. Zur Wiedergabe von Bildern in Suchmaschinen wurde z. B. im April 2010 vom Bundesgerichtshof (BGH) ein Urteil gesprochen, wonach keine Urheberrechtsverletzung vorliegt, wenn die Bilder ursprünglich mit Einverständnis des Betroffenen im Netz veröffentlicht wurden. In einer anderen Entscheidung hat das OLG Hamburg festgestellt, dass eine Personen-Suchmaschine vor Kenntnis nicht als Mitstörer für etwaige Rechtsverletzungen Dritter haftet. Das LG Köln hat entschieden, dass die Nutzung von Vorschaubildern durch eine Personensuchmaschine nicht gegen das Persönlichkeitsrecht der abgebildeten Person verstößt, wenn derjenige das Bild selbst im Internet veröffentlicht, ohne es vor dem Zugriff durch Dritte zu sichern.